# Largny-sur-Automne
Largny-sur-Automne é uma comuna francesa na região administrativa de Altos da França, no departamento de Aisne. Estende-se por uma área de 9,53 km². Em 2010 a comuna tinha 255 habitantes (densidade: 26,8 hab./km²).